# Gekko palawanensis
Gekko palawanensis är en ödleart som beskrevs av  Taylor 1925. Gekko palawanensis ingår i släktet Gekko och familjen geckoödlor. IUCN kategoriserar arten globalt som livskraftig. Inga underarter finns listade i Catalogue of Life.